# الصول (السياني)

تعديل مصدري - تعديل

الصول محلة تابعة لقرية الشكامي، التابعة لعزلة الهادس بمديرية السياني إحدى مديريات محافظة إب في الجمهورية اليمنية.، بلغ تعداد سكانها 34 حسب تعداد اليمن لعام 2004.